# 쿠리바야시 세이이치로
쿠리바야시 세이이치로(일본어: 栗林 誠一郎, 1965년 2월 11일 ~ )는 일본의 작곡가, 싱어 송 라이터, 베이시스트, 기타리스트, 키보디스트다.
1987년 TUBE의 음반 《SUMMER DREAM》, BLIZARD의 《DREAM TENTION》의 수록곡들을 작곡하며 작곡가로서 데뷔했으며, 1989년 본인의 첫 음반 《LA JOLLA》로 솔로 데뷔했다. 1993년 ZYYG로도 활동했으나 이듬해 탈퇴했고, 그 사이에도 ZARD, MANISH, DEEN 등 많은 아티스트의 곡을 작곡했다.
1998년 9월 22일 시부야에서의 라이브를 끝으로, 표면적인 활동을 하지 않고 있다.